# جاك كامينغز (لاعب كرة قاعدة)
جاك كامينغز (بالإنجليزية: Jack Cummings)‏ هو لاعب كرة قاعدة أمريكي، ولد في 1 أبريل 1904 في بيتسبرغ في الولايات المتحدة، وتوفي في 5 أكتوبر 1962 في West Mifflin, Pennsylvania ‏ في الولايات المتحدة.

## وصلات خارجية
- جاك كامينغز على موقعبيزبول رفرنس.كوم (الدوري الرئيسي) (الإنجليزية)